# Plataleorhynchus
Plataleorhynchus is een geslacht van uitgestorven pterosauriërs, behorend tot de groep van de Pterodactyloidea, dat leefde in het gebied van het huidige Engeland.
De soort Plataleorhynchus streptophorodon is in 1995 benoemd en beschreven door Stafford Howse en Andrew Milner. De geslachtsnaam is afgeleid van Platalea, de lepelaar, en het Klassiek Griekse rhynchos, 'snuit', een verwijzing naar de lepelvormige bek. De soortaanduiding is afgeleid van het Grieks streptophoros, 'een halsketting dragend' en odoon, 'tand', een verwijzing naar de tandvorm.
Het fossiel, holotype NHML R.11957 (eerder BMNH R.11957), is aangetroffen in de collectie van het Natural History Museum. Het was bij Langton Matravers in Dorset verzameld in een kalksteengroeve. De aardlaag, de Purbeck Limestone-formatie, overspant de grens tussen het Jura en het Krijt, 145 miljoen jaar oud. Het fossiel stamt vermoedelijk nog uit het Tithonien maar wellicht al uit het Berriasien. Het bestaat uit een snuit, op een steenplaat, die van onderen zichtbaar is. De randen van de snuit zijn enigszins uit het substraatgesteente geprepareerd. De voorkant van de snuit eindigt in een ronde lepelvormige structuur ofwel spatula. Deze is scherp van de veel smallere rest van de snuit afgescheiden en draagt 22 tanden. De tanden zijn, voor zover nog aanwezig, lang en dun, hebben een kraagvormige verdikking aan de rand, staan sterk zijwaarts gericht en reiken tot over de kaakrand: de reden dat verdere preparatie onmogelijk was. Hun tandwortels zijn ondiep. Van de rest van de snuit is de beennaad tussen praemaxilla en maxilla onzichtbaar vergroeid. De beschrijvers schatten echter dat er acht paar tanden in de praemaxilla staan en twaalf paar in het bewaard gebleven deel van de maxilla voor een totaal van 62 tanden in het fossiel. Het totaal bij een complete schedel schatten ze op 76 tanden; die van de onderkaken zijn daarbij dus nog niet meegeteld.
De spatula en de praemaxilla hebben een ruwe structuur die wijst op de aanwezigheid bij het levende dier van een platte hoornbek, die dus ook de binnenkant bedekte. Het vergroeide verhemelte heeft geen middenrichel en steekt vooraan in een korte punt uit tussen de praemaxillae. De totale lengte van de schedel is geschat op veertig centimeter.
Plataleorhynchus is door de beschrijvers in de Ctenochasmatidae geplaatst. Een kladistische analyse van David Unwin in 2000 wees uit dat de soort daarin een basale positie innam tussen Gnathosaurus en Ctenochasma. In 2005 meende hij echter dat Plataleorhynchus nauwer verwant was aan Gnathosaurus binnen een deelgroep Gnathosaurinae.
Plataleorhynchus was een niet al te grote soort met een vleugelspanwijdte van ruwweg anderhalve meter. De Ctenochasmatidae hadden vermoedelijk een levenswijze als 'waterpterosauriërs': aan de waterkant staand voeden ze zich met kleine diertjes. Andere ctenochasmatiden gebruikte hun tanden daarbij als filter; de beschrijvers suggereerden dat Plataleorhynchus met zijn rondere snuit en wat kortere tanden eerder de modder of waterplanten zijdelings omwoelde om kleine ongewervelden te verstoren en vangen